# Frands Faber
Eli Frands Johannes Faber, född 22 juni 1897 i Frederiksberg, död 23 juni 1933 i Köpenhamn, var en dansk landhockeyspelare.
Faber blev olympisk silvermedaljör i landhockey vid sommarspelen 1920 i Antwerpen.